# Рио нел'Елба
Рио нел'Елба (на италиански: Rio nell'Elba) е село в Италия, в региона Тоскана, община Рио, провинция Ливорно. Селото се намира в североизточната част от острова Елба.